# Tromøy kommun
Tromøy kommun (norska: Tromøy kommune) var en kommun i Aust-Agder fylke i södra Norge. Kommunen omfattade området kring ön Tromøya, öster om staden Arendal i nuvarande Arendals kommun. Byn Brekka utgjorde kommunens centralort.

## Administrativ historik
Tromøy kommun upprättades den 1 maj 1878 genom utbrytning ur Austre Molands kommun. Kommunen hade 2 320 invånare vid upprättandet.
Den 1 januari 1992 gick kommunen upp i Arendals kommun. Kommunens hade då 4 711 invånare.

## Kommunvapen
Blasonering: Delt av sølv og blått ved skysnitt.
(Sköld delad i silver och blått genom en skyskura.)
Kommunvapnet godkändes genom kunglig resolution den 30 augusti 1985. Motivet står för havets möte med klapperstenarna som ligger som en rand på yttersidan av ön Tromøya.

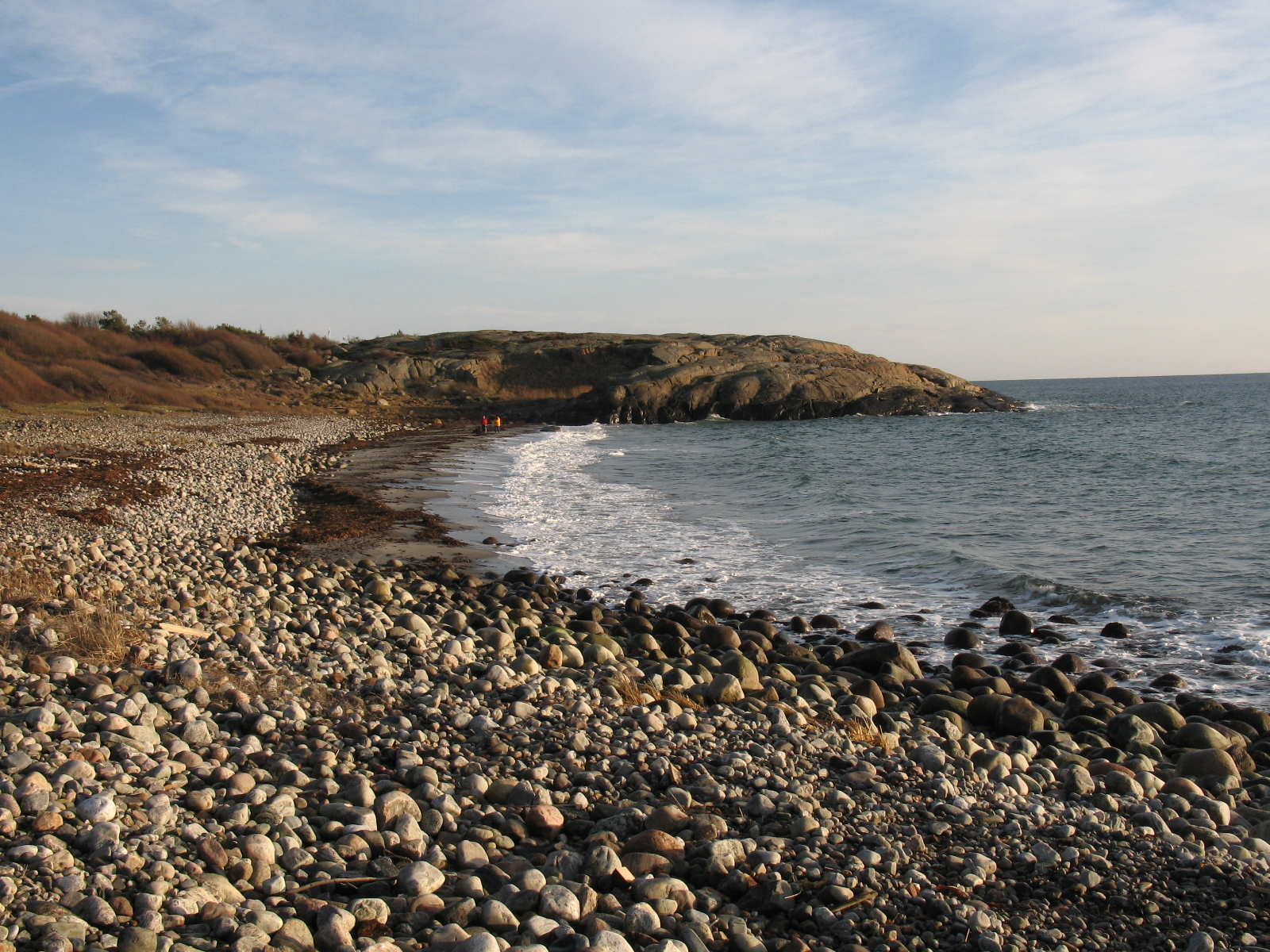
Klapperstenar på stranden vid Spornes på ön Tromøya. Kommunvapnets motiv syftar på stränder som denna.